# Augronne
L'Augronne (ou anciennement Eaugronne) est une petite rivière française des Vosges et de la Haute-Saône et un affluent de rive gauche de la Semouse. Sa forme ancienne est Agroigne en 1311.

## Géographie

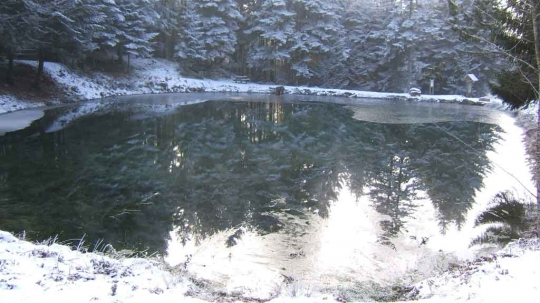
Étang du Renard, source de l'Augronne à Remiremont (Olichamp).

La longueur de son cours d'eau est de 28,5 km. Elle prend sa source dans le bois de la Tête des Ânes. Sa source forme l'étang du Renard à 580 mètres d'altitude, sur la commune de Remiremont. Elle traverse les communes de Plombières-les-Bains, Aillevillers avant de rejoindre la Semouse à Saint-Loup-sur-Semouse à 250 m d'altitude environ.

### Communes et cantons traversés
Les communes traversées par l'Augronne sont Remiremont, Saint-Nabord, Le Val-d'Ajol, Plombières-les-Bains, Fougerolles, Aillevillers-et-Lyaumont, Corbenay, Magnoncourt et Saint-Loup-sur-Semouse.

### Bassin versant
À titre d'indication, le bassin versant de l'Augronne est de 31,34 km2 en amont de Plombières-les-Bains (pour une longueur hydraulique de 11,4 km , le bassin est de 71,4 km2 en amont de Aillevillers (longueur hydraulique totale de 22,1 km).

## Affluents
.
.
- Ruisseau des Écrevisses ou du Grand Faing (L = 2,3 km)
- Ruisseau des Scieries ou de Saint-Antoine (L = 2,5 km)
- Ruisseau de la Meule (L = 1 km)
- Ruisseau de la Giracôte (L = 2 km), il forme la cascade du Parc Impérial de Plombières-les-Bains
- Ruisseau de la Croisette (L = 2,3 km)
- Ruisseau des Prés Nérés (L = 1,1 km)
- Ruisseau de Chêvrecul (L = 3,1 km)
- Ruisseau des Coudriers (L = 2 km)
- Ruisseau du Sapin (L = 3,9 km)
- Ruisseau des Caleuches (L = 8,1 km)

## Hydrologie

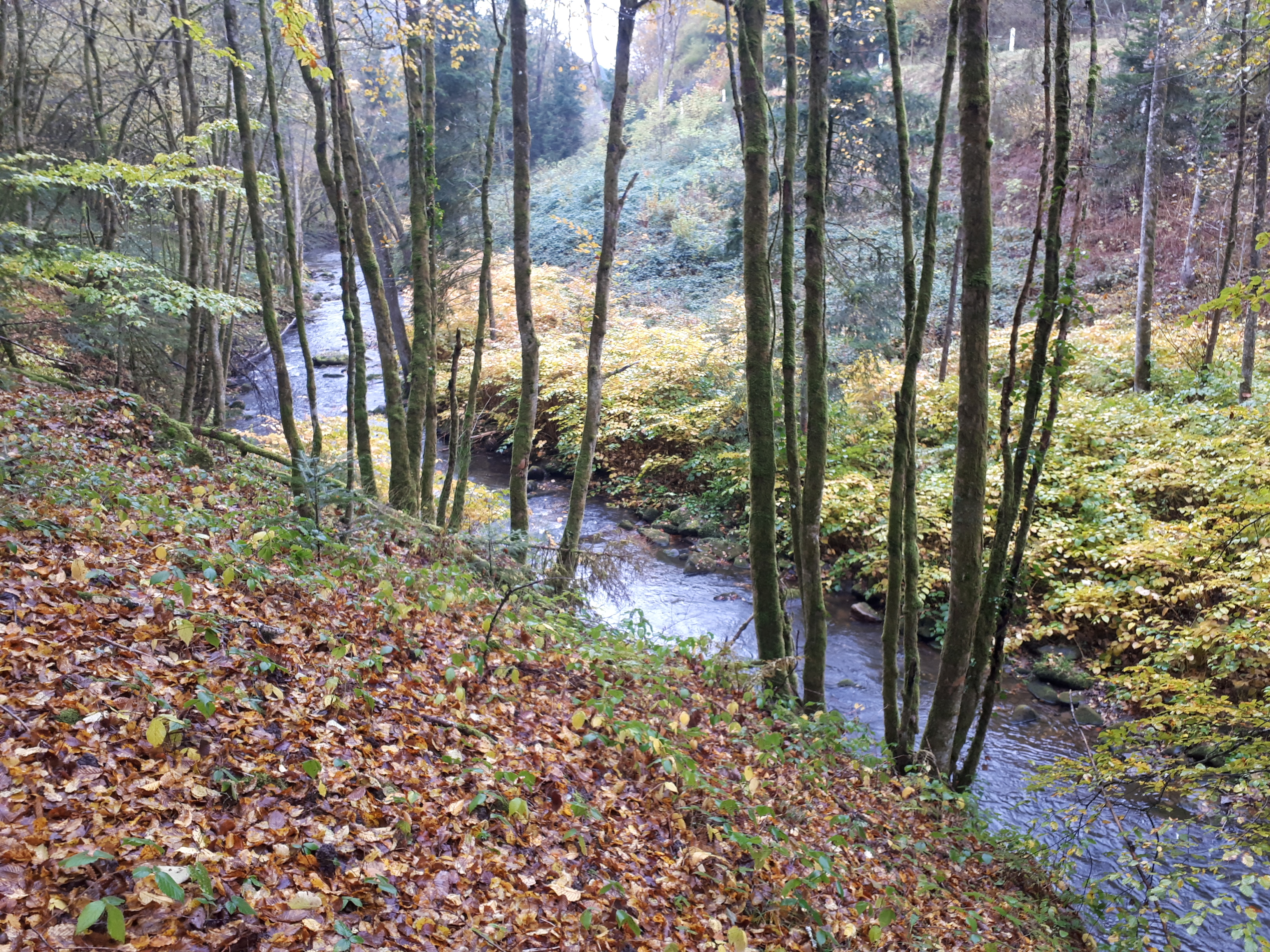
L'Augronne entre Plombières-les-Bains et Aillevillers.

L'Augronne ne dispose pas de station hydrométrique permanente.
Si nous prenons une valeur moyenne de débit spécifique, compris entre 26,1 l/s/km2 (valeur calculée à la station de Saint-Loup-sur-Semouse) et 34,1 l/s/km2 (mesuré sur la Combeauté, du Val d'Ajol). Nous pouvons estimer son débit spécifique à environ 30 l/s/km2.
Les modules annuels se situeraient donc aux alentours de :
- 0,94 m3/s, en amont de Plombières-les-Bains (estimation module mini avec 26,1 l/s/km2 : 0,82 m3/s ; max avec 34,1 l/s/km² : 1,07 m3/s),
- 2,14 m3/s, à Aillevillers (estimation module mini avec 26,1 l/s/km2 : 1,86 m3/s ; max avec 34,1 l/s/km2 : 2,43 m3/s).

Les variations saisonnières du débit sont globalement les mêmes que pour les rivières de la Combeauté et de la Semouse : 
La rivière présente d'importantes fluctuations saisonnières de débit, avec des hautes eaux hivernales de décembre à mars inclus, et des maigres d'été, en juillet-août-septembre.
Le débit de crue décennale de l'Augronne est estimée à 25 m3/s, à Plombières-les-Bains.

## Faune et flore
- Aperçu des espèces observées le long de l'Augronne (liste non exhaustive) :

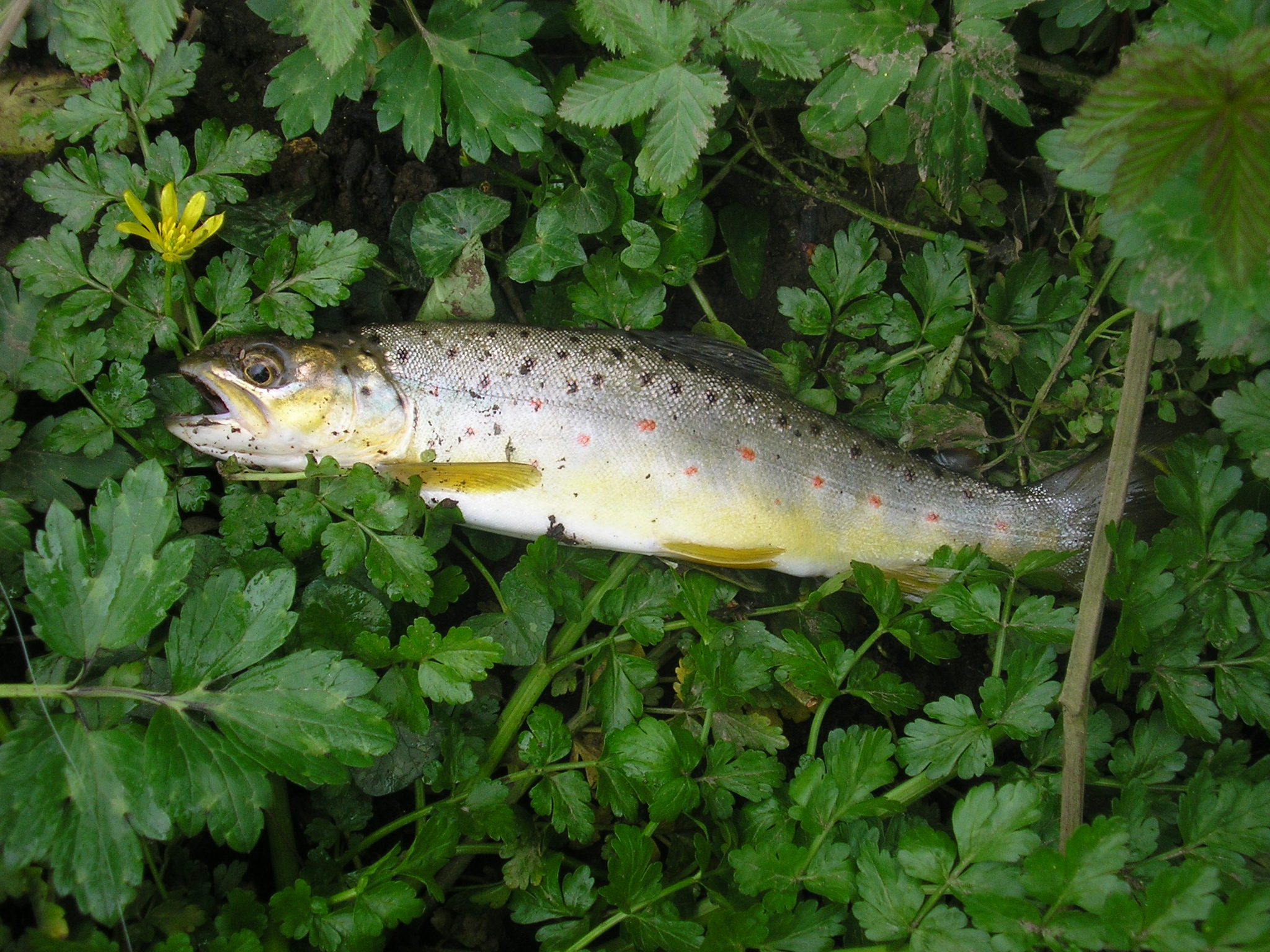
Une truite fario.
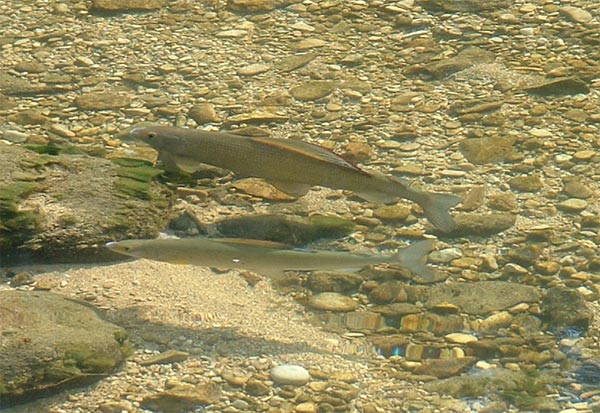
Des ombres.
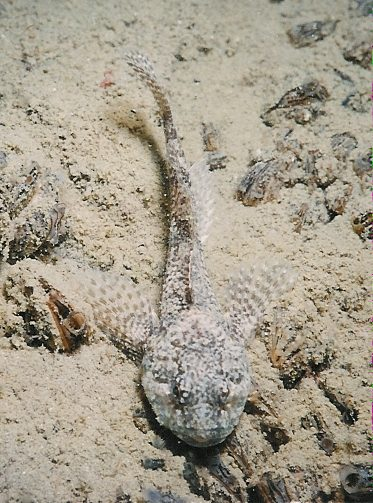
Un chabot commun.
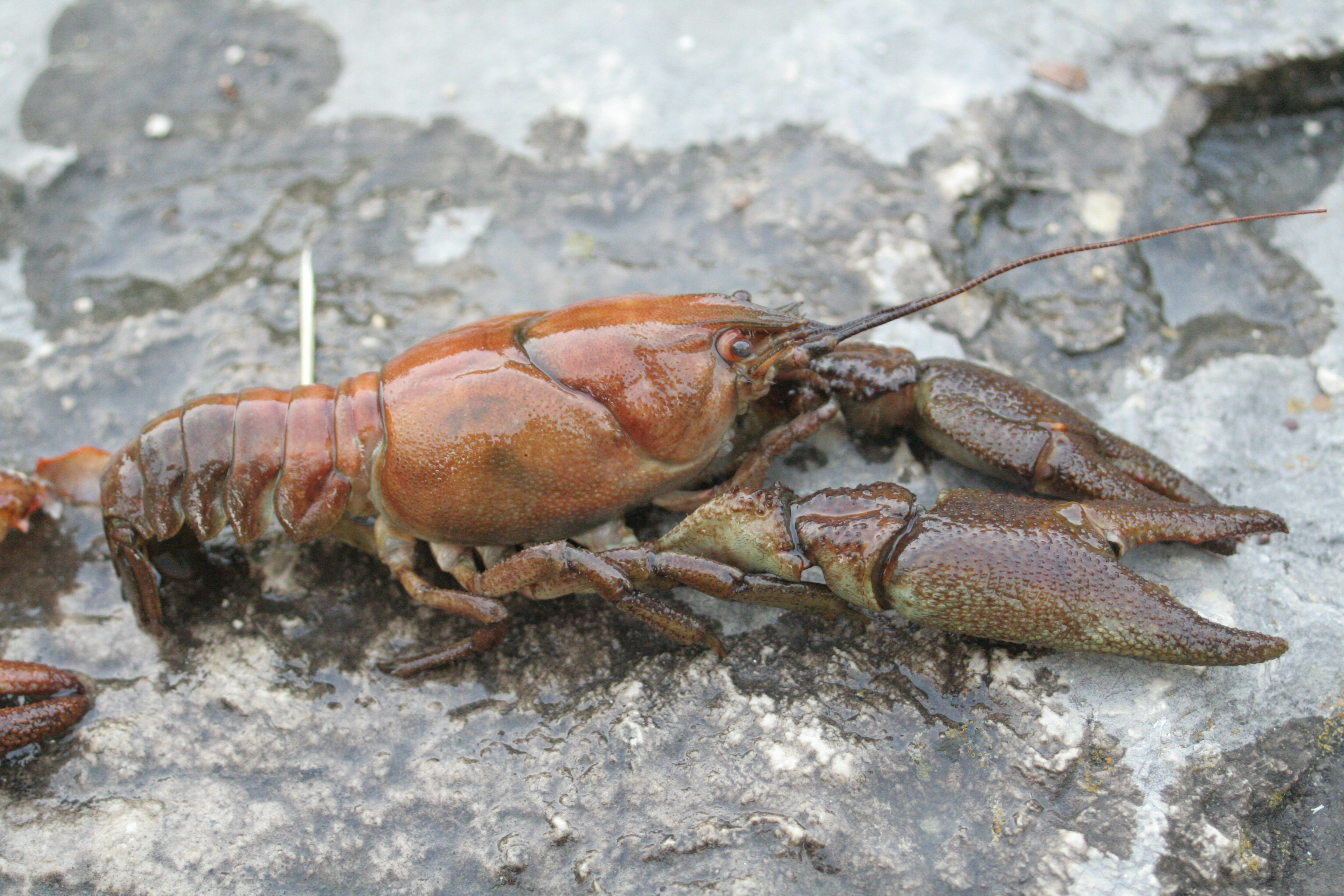
Une écrevisse à pieds blancs.
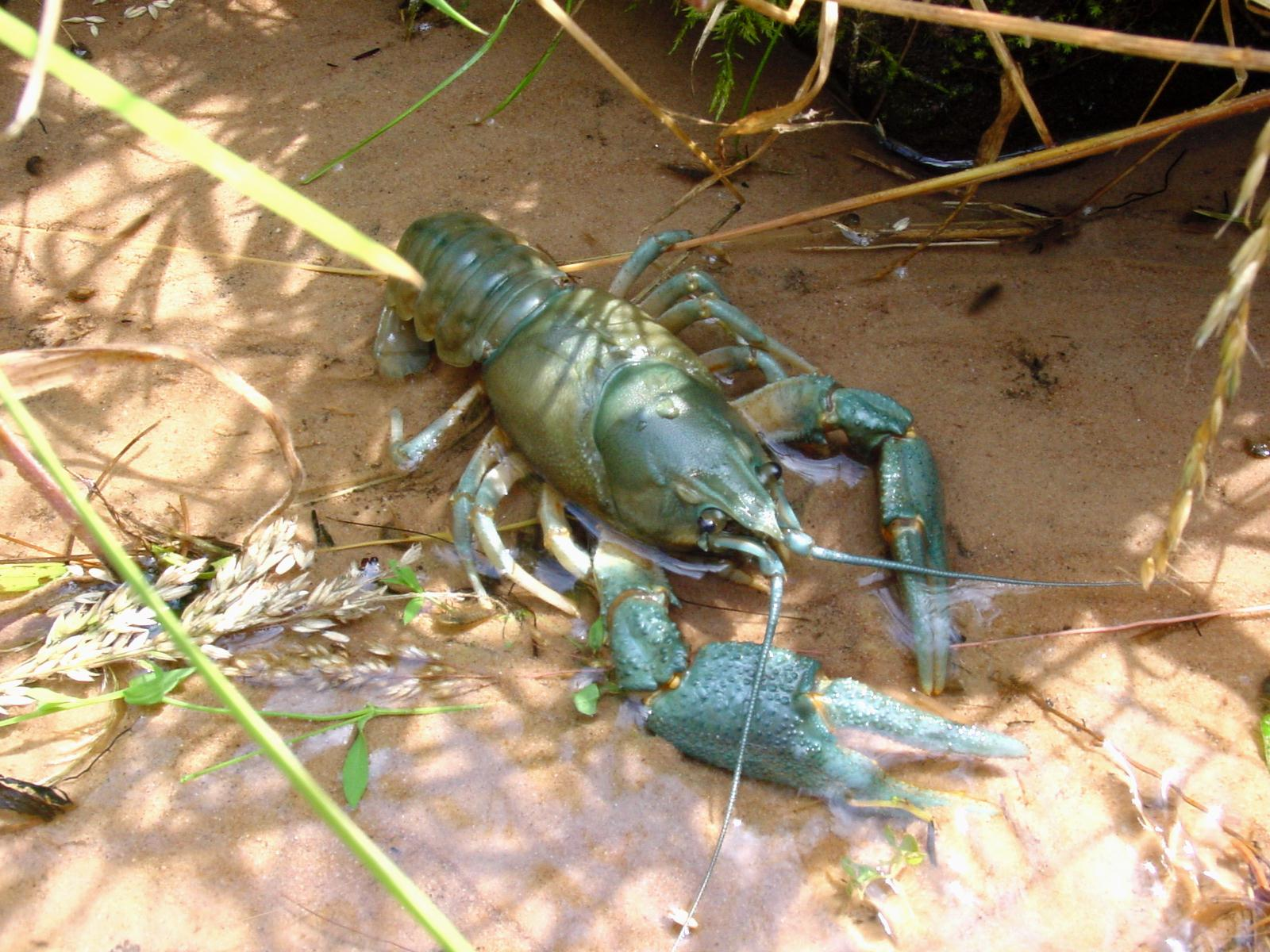
Une écrevisse à pattes rouges.
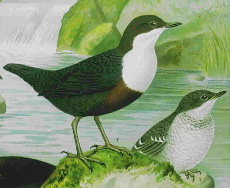
Un couple de cingle plongeur.

- Lamproie de Planer
- Vairon
- Blageon
- Plantes, végétaux et animaux caractéristiques des milieux humides : droséra, salamandre commune, triton, grenouilles, libellules (dont la cordulégastre annelée), etc.